# Euromaster Chrobry Głogów
Euromaster Chrobry Głogów – polski klub futsalowy z Głogowa, występujący w Futsal Ekstraklasie, najwyższej klasie rozgrywek w Polsce.

## Historia
W sezonie 2011/2012 Euromaster Głogów przystąpił do rozgrywek II ligi i w pierwszym sezonie wygrywając wszystkie mecze awansował na zaplecze ekstraklasy. W sezonie 2012/2013 drużyna awansowała z I miejsca do ekstraklasy. Po awansie do ekstraklasy Euromaster Głogów rozpoczął współpracę z piłkarskim klubem Chrobry Głogów i zmienił nazwę na Euromaster Chrobry Głogów.